# Tan Chun Lok
Tan Chun Lok (in cinese: 陈俊乐; Distretto di Tuen Mun, 15 gennaio 1996) è un calciatore hongkonghese, centrocampista del Kitchee e della nazionale hongkonghese.

## Carriera

### Club
Gioca nel Guangzhou R&F militante nella massima serie cinese, la Super League.

### Nazionale
Ha esordito nella nazionale di calcio di Hong Kong nel 2015.
Il 13 giugno 2017 ha segnato il suo primo gol contro la Corea del Nord nelle qualificazioni alla Coppa d'Asia 2019. La seconda rete è arrivata il 5 settembre 2019 contro la Cambogia nelle qualificazioni al campionato mondiale del 2022.
Nel 2023 ha partecipato alla Coppa d'Asia.

## Statistiche

### Cronologia reti in nazionale
| Cronologia completa delle presenze e delle reti in nazionale ― Hong Kong | Cronologia completa delle presenze e delle reti in nazionale ― Hong Kong | Cronologia completa delle presenze e delle reti in nazionale ― Hong Kong | Cronologia completa delle presenze e delle reti in nazionale ― Hong Kong | Cronologia completa delle presenze e delle reti in nazionale ― Hong Kong | Cronologia completa delle presenze e delle reti in nazionale ― Hong Kong | Cronologia completa delle presenze e delle reti in nazionale ― Hong Kong | Cronologia completa delle presenze e delle reti in nazionale ― Hong Kong |
| Data                                                                     | Città                                                                    | In casa                                                                  | Risultato                                                                | Ospiti                                                                   | Competizione                                                             | Reti                                                                     | Note                                                                     |
| ------------------------------------------------------------------------ | ------------------------------------------------------------------------ | ------------------------------------------------------------------------ | ------------------------------------------------------------------------ | ------------------------------------------------------------------------ | ------------------------------------------------------------------------ | ------------------------------------------------------------------------ | ------------------------------------------------------------------------ |
| 8-10-2015                                                                | Bangkok                                                                  | Thailandia                                                               | 1 – 0                                                                    | Hong Kong                                                                | Amichevole                                                               | -                                                                        |                                                                          |
| 12-11-2015                                                               | Male                                                                     | Maldive                                                                  | 0 – 1                                                                    | Hong Kong                                                                | Qual. Mondiali 2018                                                      | -                                                                        | 82’                                                                      |
| 17-11-2015                                                               | Kowloon                                                                  | Hong Kong                                                                | 0 – 0                                                                    | Cina                                                                     | Qual. Mondiali 2018                                                      | -                                                                        | 89’                                                                      |
| 3-6-2016                                                                 | Yangon                                                                   | Vietnam                                                                  | 1 – 1                                                                    | Hong Kong                                                                | Amichevole                                                               | -                                                                        |                                                                          |
| 6-6-2016                                                                 | Yangon                                                                   | Hong Kong                                                                | 0 – 3                                                                    | Birmania                                                                 | Amichevole                                                               | -                                                                        | 46’                                                                      |
| 1-9-2016                                                                 | Kowloon                                                                  | Hong Kong                                                                | 4 – 2                                                                    | Cambogia                                                                 | Amichevole                                                               | -                                                                        | 72’                                                                      |
| 23-3-2017                                                                | Amman                                                                    | Giordania                                                                | 4 – 0                                                                    | Hong Kong                                                                | Amichevole                                                               | -                                                                        |                                                                          |
| 28-3-2017                                                                | Beirut                                                                   | Libano                                                                   | 2 – 0                                                                    | Hong Kong                                                                | Qual. Coppa d'Asia 2019                                                  | -                                                                        | 40’                                                                      |
| 7-6-2017                                                                 | Kowloon                                                                  | Hong Kong                                                                | 0 – 0                                                                    | Giordania                                                                | Amichevole                                                               | -                                                                        | 75’                                                                      |
| 13-6-2017                                                                | Hong Kong                                                                | Hong Kong                                                                | 1 – 1                                                                    | Corea del Nord                                                           | Qual. Coppa d'Asia 2019                                                  | 1                                                                        |                                                                          |
| 31-8-2017                                                                | Singapore                                                                | Singapore                                                                | 1 – 1                                                                    | Hong Kong                                                                | Amichevole                                                               | -                                                                        |                                                                          |
| 5-9-2017                                                                 | Malacca                                                                  | Malaysia                                                                 | 1 – 1                                                                    | Hong Kong                                                                | Qual. Coppa d'Asia 2019                                                  | -                                                                        | 68’                                                                      |
| 5-10-2017                                                                | Kowloon                                                                  | Hong Kong                                                                | 4 – 0                                                                    | Laos                                                                     | Amichevole                                                               | -                                                                        | 46’                                                                      |
| 10-10-2017                                                               | Hong Kong                                                                | Hong Kong                                                                | 2 – 0                                                                    | Malaysia                                                                 | Qual. Coppa d'Asia 2019                                                  | -                                                                        | 78’                                                                      |
| 9-11-2017                                                                | Kowloon                                                                  | Hong Kong                                                                | 0 – 2                                                                    | Bahrein                                                                  | Amichevole                                                               | -                                                                        |                                                                          |
| 14-11-2017                                                               | Hong Kong                                                                | Hong Kong                                                                | 0 – 1                                                                    | Libano                                                                   | Qual. Coppa d'Asia 2019                                                  | -                                                                        | 41’                                                                      |
| 11-10-2018                                                               | Kowloon                                                                  | Hong Kong                                                                | 0 – 1                                                                    | Thailandia                                                               | Amichevole                                                               | -                                                                        | 72’                                                                      |
| 11-11-2018                                                               | Taipei                                                                   | Taiwan                                                                   | 1 – 2                                                                    | Hong Kong                                                                | Coppa d'Asia Orientale 2019                                              | -                                                                        | 89’                                                                      |
| 13-11-2018                                                               | Taipei                                                                   | Hong Kong                                                                | 0 – 0                                                                    | Corea del Nord                                                           | Coppa d'Asia Orientale 2019                                              | -                                                                        | 90’                                                                      |
| 16-11-2018                                                               | Taipei                                                                   | Mongolia                                                                 | 1 – 5                                                                    | Hong Kong                                                                | Coppa d'Asia Orientale 2019                                              | -                                                                        | 82’                                                                      |
| 11-6-2019                                                                | Kowloon                                                                  | Hong Kong                                                                | 0 – 2                                                                    | Taiwan                                                                   | Amichevole                                                               | -                                                                        | 78’                                                                      |
| 5-9-2019                                                                 | Phnom Penh                                                               | Cambogia                                                                 | 1 – 1                                                                    | Hong Kong                                                                | Qual. Mondiali 2022                                                      | 1                                                                        |                                                                          |
| 10-9-2019                                                                | Hong Kong                                                                | Hong Kong                                                                | 0 – 2                                                                    | Iran                                                                     | Qual. Mondiali 2022                                                      | -                                                                        |                                                                          |
| 10-10-2019                                                               | Bassora                                                                  | Iraq                                                                     | 2 – 0                                                                    | Hong Kong                                                                | Qual. Mondiali 2022                                                      | -                                                                        | 85’                                                                      |
| 14-11-2019                                                               | Hong Kong                                                                | Hong Kong                                                                | 0 – 0                                                                    | Bahrein                                                                  | Qual. Mondiali 2022                                                      | -                                                                        |                                                                          |
| 19-11-2019                                                               | Hong Kong                                                                | Hong Kong                                                                | 2 – 0                                                                    | Cambogia                                                                 | Qual. Mondiali 2022                                                      | -                                                                        |                                                                          |
| 11-12-2019                                                               | Busan                                                                    | Corea del Sud                                                            | 2 – 0                                                                    | Hong Kong                                                                | Coppa d'Asia Orientale 2019                                              | -                                                                        |                                                                          |
| 14-12-2019                                                               | Busan                                                                    | Giappone                                                                 | 5 – 0                                                                    | Hong Kong                                                                | Coppa d'Asia Orientale 2019                                              | -                                                                        | 63’                                                                      |
| 18-12-2019                                                               | Busan                                                                    | Hong Kong                                                                | 0 – 2                                                                    | Cina                                                                     | Coppa d'Asia Orientale 2019                                              | -                                                                        |                                                                          |
| 19-7-2022                                                                | Kashima                                                                  | Giappone                                                                 | 6 – 0                                                                    | Hong Kong                                                                | Coppa d'Asia Orientale 2022                                              | -                                                                        | 46’                                                                      |
| 24-7-2022                                                                | Toyota                                                                   | Corea del Sud                                                            | 3 – 0                                                                    | Hong Kong                                                                | Coppa d'Asia Orientale 2022                                              | -                                                                        |                                                                          |
| 27-7-2022                                                                | Toyota                                                                   | Cina                                                                     | 1 – 0                                                                    | Hong Kong                                                                | Coppa d'Asia Orientale 2022                                              | -                                                                        |                                                                          |
| 15-6-2023                                                                | Haiphong                                                                 | Vietnam                                                                  | 1 – 0                                                                    | Hong Kong                                                                | Amichevole                                                               | -                                                                        | 81’                                                                      |
| 19-6-2023                                                                | Hong Kong                                                                | Hong Kong                                                                | 0 – 1                                                                    | Thailandia                                                               | Amichevole                                                               | -                                                                        | 80’                                                                      |
| 7-9-2023                                                                 | Phnom Penh                                                               | Cambogia                                                                 | 1 – 1                                                                    | Hong Kong                                                                | Amichevole                                                               | -                                                                        |                                                                          |
| 19-6-2023                                                                | Hong Kong                                                                | Hong Kong                                                                | 0 – 1                                                                    | Thailandia                                                               | Amichevole                                                               | -                                                                        | 80’                                                                      |
| 11-9-2023                                                                | Hong Kong                                                                | Hong Kong                                                                | 10 – 0                                                                   | Brunei                                                                   | Amichevole                                                               | 1                                                                        | 71’                                                                      |
| Totale                                                                   |                                                                          | Presenze                                                                 | 31                                                                       |                                                                          | Reti                                                                     | 3                                                                        |                                                                          |

## Palmares

### Club

#### Competizioni nazionali
- Hong Kong Sapling Cup: 2

Pegasus: 2015-2016
Tai Po: 2016-2017

### Individuale
- Premi Hong Kong Premier League: 2

Miglior Giovane Giocatore: 2015-2016, 2016-2017